# Abschiebungshafteinrichtung Darmstadt
Die Abschiebungshafteinrichtung Darmstadt-Eberstadt (kurz AHE Darmstadt-Eberstadt) ist eine spezielle Hafteinrichtung des Landes Hessen für die Vollziehung freiheitsentziehender Maßnahmen, die insbesondere im Aufenthaltsgesetz vorgesehen sind (Abschiebungshaft). Rechtsgrundlagen sind das Gesetz über den Vollzug ausländerrechtlicher Freiheitsentziehungsmaßnahmen (VaFG) vom 18. Dezember 2017 und das Hessische Strafvollzugsgesetz (HStVollzG). Die Einrichtung liegt in Darmstadt-Eberstadt neben der Justizvollzugsanstalt Darmstadt und wird vom Polizeipräsidium Südhessen betrieben. Leiter ist Jörg Kasper.
Die Einrichtung bietet Platz für bis zu 80 männliche und weibliche Abzuschiebende und wurde im Jahr 2018 mit 20 Haftplätzen eröffnet. Im Februar 2021 wurde sie auf 80 Haftplätze erweitert.